# Voerladegård Kirke
Voerladegård Kirke er en kirke i den nordlige ende af byen Voerladegård syd for Mossø. Kirken er opført omkring år 1200. Kirkens tårn er sengotisk og er bygget sammen med en kamtakgavl.